# All Out of Love
Singles de Air Supply
Lost in Love
(1980) Every Woman in the World
(1980)
Clip vidéo
[vidéo] « All Out of Love », sur YouTube
All Out of Love est une chanson du duo australien de soft rock Air Supply extraite de leur album Lost in Love sorti en 1980.
La chanson a également été publiée en single. Aux États-Unis, elle est entrée dans le Billboard Hot 100 à la 71e place la semaine du 14 juin 1980 et a atteint sa meilleure position à la 2e place pour quatre semaines consecutives en septembre-octobre, celles du 13 septembre — 4 octobre.

## Composition
La chanson est écrite par Clive Davis et Graham Russell.

## Reprises
La chanson a été reprise par de nombreux artistes, notamment par Andru Donalds, Westlife feat. Delta Goodrem, Ingrid Peters (en allemand sous le titre Ich halte zu dir), Declan, Sandra Reemer, Johnny Logan, Karel Gott (en allemand sous le titre Der Traum ist vorbei et en chèque sous le titre Já znám lásky pád), Keira Green, Human Nature, Dave (en français sous le titre Avec ou sans toi), Jagged Edge, Young Romance Orchestra, Joe Dolan (sous le titre All Outa Love), Donny Osmond, Lars A. Fredriksen, Soluna, Tor Endresen et Carmen (en allemand sous le titre Ich halte zu dir).
En 2025, elle est reprise en bachata par Prince Royce sur son album Eterno.